# Юкино, Сацуки
Сацуки Юкино (яп. 雪野 五月 Юкино Сацуки); до 2003 года — яп. 雪乃 五月, читается так же — японская сэйю. Родилась 25 мая 1970 года в г. Киото, Япония. Работает в компании Ken Production. Настоящее имя — Юки Иноуэ (яп. 井上 由起 Иноуэ Юки)).
Она известна по таким ролям, как Кагомэ Хигураси (InuYasha), Канамэ Тидори («Стальная тревога»), Милли Томпсон («Триган»), Мицуми Отохимэ («С любовью, Хина»), Мион и Сион Сонодзаки («Когда плачут цикады») и др.
Её детство прошло в г. Оцу префектуры Сига. На её желание стать сэйю повлияли такие аниме, как Ikkyū-san и Maison Ikkoku. Её родители и старшая сестра поначалу сильно противились этому желанию, тем не менее она смогла их переубедить и, по окончании старшей школы «Исияма», переехала в Токио.
Приехав в Токио, она поступила в Токийский институт дикторов (яп. 東京アナウンス学院 То:кё: анаунсу гакуин) и закончила его в 1991 году. Дебютировала в 1992 году в качестве дублёрши в эпизодической роли в сериале The Wonder Years на канале NHK Educational TV, в аниме же дебютировала в 1996 году в сериале Kiko-chan's Smile в роли Кико Ниномии.
Поначалу ей доставались в основном немногословные роли, поэтому голос её был малоизвестен, однако после сыгранной в 1997 году роли Мэй Ли (в Chūka Ichiban), а также сыгранных в 1998 году ролей Рэд (Takoyaki Mantoman) и Милли («Триган») она приобрела известность, и ведущие роли стали доставаться ей чаще. Ещё больше возросла её известность после сыгранной в 2000 году роли Кагомэ Хигураси в аниме InuYasha.
В мае 2003 года она сменила своё сценическое имя с 雪乃 五月 на 雪野 五月 (прочтение имени осталось прежним); после этого был ещё ряд известных ролей, в частности Ай Танабэ («Странники»), Ёруити Сихоин («Блич»), «двойная» роль сестёр-близнецов Сонодзаки из Higurashi no Naku Koro ni.
Её сценическое имя составлено из имени, которое она использовала в школьные годы, когда играла в ракуго, и имени матери (Сацуки).

## Роли

### ТВ-аниме
Список озвученных ролей (неполный), ведущие роли выделены жирным.
- Kiko-chan's Smile (1996) — Кико Ниномия
- Bubblegum Crisis Tokyo 2040 (1998) — Силия Стингрэй
- Generator Gawl (1998) — Масами
- Триган (1998) — Милли Томпсон
- Excel Saga (1999) — Роппонмацу
- Starship Girl Yamamoto Yohko (TV) (1999) — Момидзи Кагария
- InuYasha (2000) — Кагомэ Хигураси
- Love Hina (2000) — Муцумэ Отохимэ
- Maetel Legend (2000) — Маэтэль (в 15 лет)
- Angelic Layer (2001) — Тамаё Кидзаки
- Cosmo Warrior Zero (2001) — Маэтель
- Cyborg 009 (2001) — Cyborg 003/Франсуаза Арноул
- Prétear (2001) — Маюнэ Аваюки
- Real Bout High School (2001) — Адзуми Кирибаяси
- X/1999 (2001) — Хокуто Сумэраги
- Ai Yori Aoshi (2002) — Тина Фостер
- Стальная тревога, все четыре сезона (2002, 2003, 2005, 2018) — Канамэ Тидори
- GetBackers (2002) — Каору Удзииэ
- Hikaru no Go (2002) — Харуми Итикава
- Detective School Q (2003) — Сакурако Юкихира
- Planetes (2003) — Ай Танабэ
- Zatch Bell! (2003) — Юта Акияма
- R.O.D the TV (2003) — Нэнэнэ Сумирэгава
- Блич (2004) — Ёруити Сихоин
- Genshiken (2004) — Саки Касукабэ
- The Law of Ueki (2004) — Мэрилин Кэри
- Madlax (2004) — Ванесса Рене
- Gallery Fake (2005) — Саёко Митамура
- Gun X Sword (2005) — Юкико Стивенс
- Jinki:EXTEND (2005) — Сидзука Цудзаки
- Pani Poni Dash! (2005) — Рэй Татибана
- 009-1 (2006) — 009-3
- Fushigi Yuugi Genbu Kaiden (2006) — Такико Окуда
- Gintama, все три сезона + спэшлы — Симура Отаэ
- High School Girls (2006) — Акари Кода
- Higurashi no Naku Koro ni (2006, 2007) — Мион и Сион Сонодзаки
- Hitohira (2007) — Мирэй Сакаки
- Sgt. Frog (2006) — Пуруру
- Blue Drop (2007) — Митико Кодзуки
- Clannad (2007, 2008) — Мисаэ Сагара
- Claymore (2007) — Рафаэла
- Deltora Quest (2007) — Анна
- Hyouka (2012) — Томоэ Орэки
- Tamako Market (2013) — Митико Оодзи
- Free! (2013) — Михо Амаката